# Bejen (Karanganyar)
Bejen is een bestuurslaag in het regentschap Karanganyar van de provincie Midden-Java, Indonesië. Bejen telt 9953 inwoners (volkstelling 2010).